# White Pigeon
White Pigeon est un village du comté de Saint-Joseph, dans l'État du Michigan, aux États-Unis. En 2020, il comptait une population de 1 718 habitants.